# Longchuan (Heyuan)

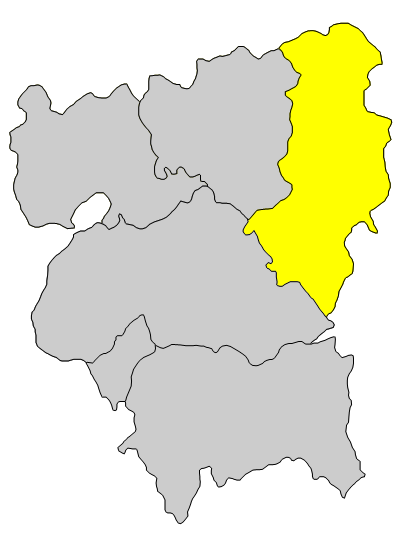
Lage des Kreises Longchuan innerhalb des Verwaltungsgebietes von Heyuan

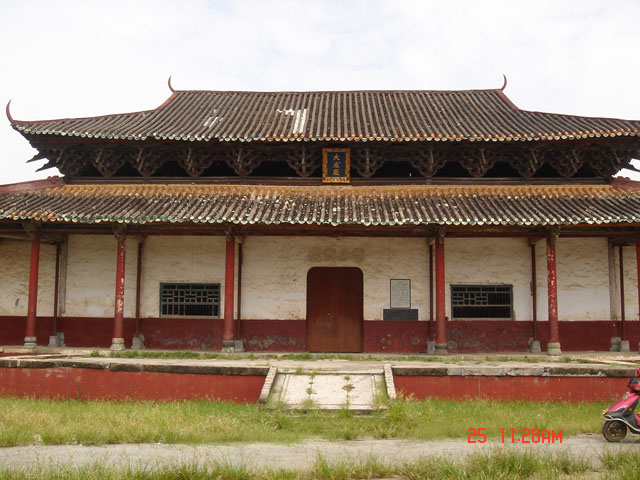
Longchuan Xuegong in der Großgemeinde Tuocheng

Der Kreis Longchuan (chinesisch 龙川县, Pinyin Lóngchuān Xiàn) ist ein Kreis in der chinesischen Provinz Guangdong. Er gehört zum Verwaltungsgebiet der bezirksfreien Stadt Heyuan. Longchuan hat eine Fläche von 3.081 km² und zählt 595.471 Einwohner (Stand: Zensus 2020). Hauptort ist die Großgemeinde Laolong (老隆镇).
Longchuan liegt am Oberlauf des Ostflusses (Dong Jiang), auf seinem Gebiet kreuzen sich die Guang-Mei-Shan-Eisenbahnstrecke 广梅汕铁路 (Guangzhou–Meizhou–Shantou) und die Jing-Jiu-Eisenbahnstrecke 京九铁路 (Peking–Kowloon).

## Administrative Gliederung
Auf Gemeindeebene setzt sich der Kreis aus fünfundzwanzig Großgemeinden zusammen. 